# Де Урреа, Хосе
Хосе́ де Урре́а (исп. José de Urrea; 14 марта 1797 — 1 августа 1849) — видный мексиканский военачальник. Во время Техасской революции сражался под командованием президента Мексики Антонио Лопес де Санта-Анна. Войска Урреа за время кампании ни разу не покидали поле боя побеждёнными. Наибольшего успеха он достиг в течение Голиадской кампании, в битве у ручья Колето, в результате которой он взял в плен около четырёхсот техасцев вместе с их предводителем — Джеймсом Фэннином.

## Биография
Урреа родился в Эль-Президио-де-Сан-Агустин-де-Тусон (ныне Тусон, Аризона). Хотя он появился на свет на северной границе Мексики, его семья имела глубокие корни в штате Дуранго.
В 1807 году вступил в испанскую армию. К 1824 году вырос до капитана, однако ушёл в отставку по семейным обстоятельствам. В 1829 году вернулся на армейскую службу, уже в звании майора и помог освободить Дуранго от испанцев, в союзе с Санта-Анной. За эти действия он получил чин полковника. В 1835 году неохотно принял участие в подавлении восстания в штате Сакатекас, которое препятствовало приходу к власти Санта-Анны. После этого ему было присвоено звание бригадного генерала.
В ходе восстание в Мексиканском Техасе, Урреа возглавил одну из колонн Армии действий в Техасе. Его цель состояла в восстановлении контроля над морским побережьем Техаса и, следовательно, морских линий снабжения с внутренними штатами Мексики. Его колонна нанесла поражение техасским силам в битвах при Сан-Патрисио, Рефухио и в сражении у ручья Колето. Последнее получило широкую огласку как «Голиадская резня», поскольку позднее все пленные техасцы были истреблены. Впрочем, казнь военнопленных была осуществлена не по приказу Урреа, пытавшегося спасти их жизни, а по требованию Санта-Анны.
Ряд побед генерала Урреа заставил Санта-Анну задержаться в Техасе, чтобы лично покончить с мятежным техасским правительством. Таким образом мексиканский президент намеревался повысить свой личный и политический авторитет, поскольку в сложившейся ситуации именно Урреа выглядел наиболее популярной фигурой в Мексике.
Поражение колонны мексиканской армии в битве при Сан-Хасинто и последующее пленение Санта-Анны заставили мексиканского президента отдать приказ о выводе мексиканской армии с территории Техаса. Урреа был взбешён и, объединившись с частями генерала Висенте Филисола, стремился к продолжению войны против техасцев, ведь оставшаяся мексиканская группировка войск в Техасе насчитывала более 2 500 человек против менее чем 900 повстанцев Сэма Хьюстона. Но пленённый Санта-Анна отдал другие приказы, и ни у Урреа, ни у Филисолы выбора не было. В июне 1836 года мексиканские войска покинули пределы Техаса. В 1837 году Урреа поднял восстание против вернувшегося Санта-Анны, сражался в 1838 году с его войсками в битве при Масатлане, но в результате потерпел поражение. Его арестовали и отправили в тюрьму Пероте. Уже в следующем году он был возвращён в армию, чтобы отразить французскую интервенцию. Но не надолго: вновь последовала неудачная попытка переворота.
В ходе американо-мексиканской войны Урреа командовал кавалерийской дивизией. Вскоре после окончания войны он скончался от холеры.

## Память
- В сериале Восстание Техаса[англ.] (2015 г.) роль генерала Урреа сыграл Алехандро Брачо.